# Saison 2019-2020 du Marseille Hockey Club
 (septembre 2020).
Si vous disposez d'ouvrages ou d'articles de référence ou si vous connaissez des sites web de qualité traitant du thème abordé ici, merci de compléter l'article en donnant les références utiles à sa vérifiabilité et en les liant à la section « Notes et références ».
 (septembre 2020).
Saison précédente Saison suivante
La saison 2019-2020 du Marseille Hockey Club est la huitième de l'histoire du club.

L'équipe est entraînée par Luc Tardif Jr.

## Avant-saison
Cette saison est la deuxième en Division 1 pour le club marseillais. L'année précédente, les Spartiates avaient atteint à la 4e place de la saison régulière avant de chuter en quarts de finale face aux Diables rouges de Briançon.
Le début de l'intersaison est marqué par la prolongation de Patrik Virtanen. Arrivé en cours de saison, le jeune finlandais finit meilleur gardien de la saison régulière avec 93% d'arrêts[réf. nécessaire]. Par la suite, Tardif prolonge une partie des joueurs comme le capitaine Deshaies, Springer ou encore Jensen. La prolongation des deux jeunes marseillais Boccassini et Morel est également rapidement annoncée. Le premier départ annoncé est celui de René Jarolin. Le Slovaque, meilleur marqueur des Spartiates[réf. nécessaire] rejoint Strasbourg. Le départ d'un autre joueur, Hynönen, est annoncé dans le même temps. Le club annonce une première recrue avec l'arrivée d'Hugo Laporte, défenseur canadien entamant sa sixième saison en Division 1[réf. nécessaire]. Westerlund est par la suite reconduit alors que le club annonce un partenariat avec les Rapaces de Gap. Les Marseillais vont ainsi bénéficier de l'apport de jeunes joueurs sous licence bleue de la formation alpine. Début mai le club annonce la reconduction de Florent Aubé. Dans le même temps, le jeune Gallet repart tenter sa chance en Ligue Magnus, il est remplacé par un autre international U20, Maël Lecomte.
Le club annonce ensuite petit à petit son attaque. Mi-mai, les Spartiates signent Michael Floodstrand, champion du monde U18 avec les États-Unis et capitaine des Crimson d'Harvard. Quelques jours plus tard le club annonce la venue de Johan Andersson — un centre suédois — qui rejoint ainsi son compatriote Jensen avec qui il avait évolué à Dijon et Dundee lors des saisons 2016-2017 et 2017-2018. Courant juin, le club annonce le départ de Roman Novotný. Le club engage tardivement Ben Greiner, l'Américain arrive en remplacement d'Emil Ax, dont le retour est avorté pour cause médicale.

### Matchs amicaux
Pour commencer leur préparation, les Spartiates affrontent les Éléphants de Chambéry, il s'ensuit quatre matchs à l'extérieur contre les Rapaces de Gap, récents demi-finalistes de la Ligue Magnus ; le Hockey Club La Chaux-de-Fonds finaliste de LNB ; ainsi que la Riviera Cup face aux Aigles de Nice et le HK ŠKP Poprad récent demi-finaliste d'Extraliga slovaque. Pour conclure cette série de rencontres, les Marseillais reçoivent les Vipers de Montpellier le 7 septembre pour un dernier match de préparation.

## Effectif
| No    | Nom                        | Nat. | Position         | Arrivée                                      |
| ----- | -------------------------- | ---- | ---------------- | -------------------------------------------- |
| +029, | Patrik Virtanen            |      | Gardien de but   | 2018 - Pioneers d'Utica                      |
| +030, | Benoît Niclot              |      | Gardien de but   | 2015 - Pingouins de Morzine-Avoriaz-Les Gets |
|       | Nans Blanc                 |      | Gardien de but   | Prêt - Rapaces de Gap                        |
| +003, | Hugo Laporte               |      | Défenseur        | 2019 - Aigles de La Roche-sur-Yon            |
| +004, | Eric Springer – A          |      | Défenseur        | 2018 - Chiefs de Louvain                     |
| +008, | Aurélien Chausserie-Laprée |      | Défenseur        | 2019 - Étoile noire de Strasbourg            |
| +010, | Václav Cestr               |      | Défenseur        | 2018 - SK Kadaň                              |
| +012, | Florent Aubé               |      | Défenseur        | 2018 - sans club                             |
| +016, | Charles Schmitt            |      | Défenseur/Ailier | Prêt - Rapaces de Gap                        |
| +020, | Lucas Morel                |      | Défenseur        | 2018 - Rapaces de Gap U20                    |
| +033, | Nicolas Deshaies – C       |      | Défenseur        | 2016 - Pingouins de Morzine-Avoriaz-Les Gets |
| +006, | Niklas Westerlund          |      | Ailier           | 2017 - JHT Kalajoti                          |
| +007, | Michael Floodstrand        |      | Ailier           | 2019 - Crimson d'Harvard                     |
| +009, | Maël Lecomte               |      | Ailier           | 2019 - Étoile noire de Strasbourg            |
| +014, | Ugo Boccassini             |      | Ailier           | 2018 - Pingouins de Morzine-Avoriaz          |
| +015, | Axel Tarabusi              |      | Centre           | Prêt - Rapaces de Gap                        |
| +018, | Victor Ranger              |      | Ailier           | Prêt - Rapaces de Gap                        |
| +021, | Jimmy Jensen               |      | Ailier           | 2018 - Dundee Stars                          |
| +022, | Brian Henderson            |      | Centre           | 2019 - Ducs d'Angers                         |
| +023, | Johan Andersson            |      | Centre           | 2019 - Dundee Stars                          |
| +024, | Paul Joubert               |      | Ailier           | Prêt - Rapaces de Gap                        |
| +026, | Thibault Geffroy – A       |      | Centre           | 2016 - Drakkars de Caen                      |
| +027, | Sean McGovern              |      | Centre           | 2019 - Tranås AIF                            |
| +071, | Thomas Raby                |      | Ailier           | 2019 - Diables rouges de Briançon            |
| +081, | Ben Greiner                |      | Ailier           | 2019 - Jokers de Cergy-Pontoise              |
| +091, | Daniel Dlabaja             |      | Ailier           | 2019 - Kings de South Shore                  |
| +096, | Benjamin Villiot           |      | Ailier/Défenseur | 2017 - sans club                             |

Ugo Boccassini, Lucas Morel et Thomas Raby évoluent également avec les U20 Elite de Gap via le partenariat de licence bleue.

## Tenues utilisées par l'équipe
| Tenue domicile | Tenue extérieur | Tenue extérieur 2 |

## Compétitions

### Classement et statistiques

#### Classement
Pour l'attribution des points, voir la section « Règlement » ci-dessus.
| Clt   | Équipe            | PJ | V  | VP | D  | DP | BP  | BC  | Diff | Pts     |
| ----- | ----------------- | -- | -- | -- | -- | -- | --- | --- | ---- | ------- |
| +001, | Cergy-Pontoise    | 26 | 18 | 3  | 2  | 3  | 129 | 63  | +66  | 64      |
| +002, | Neuilly-sur-Marne | 26 | 12 | 5  | 5  | 4  | 92  | 67  | +25  | 50      |
| +003, | Brest             | 26 | 13 | 1  | 9  | 3  | 80  | 78  | +2   | 44      |
| +004, | Caen              | 26 | 12 | 4  | 10 | 0  | 65  | 54  | +11  | 44      |
| +005, | Tours             | 26 | 12 | 3  | 6  | 5  | 97  | 83  | +14  | 44 (-3) |
| +006, | Mont-Blanc        | 26 | 12 | 2  | 8  | 4  | 89  | 77  | +12  | 44      |
| +007, | Nantes            | 26 | 10 | 3  | 9  | 4  | 89  | 88  | +1   | 40      |
| +008, | Dunkerque         | 26 | 10 | 4  | 11 | 1  | 83  | 84  | -1   | 39      |
| +009, | Marseille         | 26 | 11 | 2  | 11 | 2  | 77  | 79  | -2   | 39      |
| +010, | Chambéry          | 26 | 8  | 5  | 12 | 1  | 78  | 97  | -19  | 34 (-1) |
| +011, | Strasbourg        | 26 | 8  | 4  | 12 | 2  | 83  | 85  | -2   | 34      |
| +012, | Cholet            | 26 | 7  | 1  | 11 | 7  | 99  | 117 | -18  | 30      |
| +013, | Montpellier       | 26 | 5  | 1  | 18 | 2  | 70  | 116 | -46  | 19      |
| +014, | Clermont-Ferrand  | 26 | 3  | 3  | 17 | 3  | 75  | 118 | -43  | 18      |

- Qualifié pour les séries éliminatoires
- Dispute la phase de relégation

##### Statistiques
| Équipe            | MJ | Supériorité numérique | Supériorité numérique | Supériorité numérique | Supériorité numérique | Infériorité numérique | Infériorité numérique | Infériorité numérique | Infériorité numérique |
| Équipe            | MJ | BPSUP                 | NB                    | %                     | BCSUP                 | BCINF                 | NB                    | %                     | BPINF                 |
| ----------------- | -- | --------------------- | --------------------- | --------------------- | --------------------- | --------------------- | --------------------- | --------------------- | --------------------- |
| Brest             | 26 | 19                    | 110                   | 17.27                 | 3                     | 17                    | 102                   | 83.33                 | 1                     |
| Caen              | 26 | 21                    | 121                   | 17.36                 | 2                     | 17                    | 121                   | 85.95                 | 3                     |
| Cergy-Pontoise    | 26 | 36                    | 116                   | 31.03                 | 4                     | 13                    | 105                   | 87.62                 | 3                     |
| Chambéry          | 26 | 16                    | 106                   | 15.09                 | 5                     | 27                    | 98                    | 72.45                 | 3                     |
| Cholet            | 26 | 22                    | 115                   | 19.13                 | 2                     | 31                    | 115                   | 73.04                 | 1                     |
| Clermont-Ferrand  | 26 | 22                    | 109                   | 20.18                 | 9                     | 30                    | 142                   | 78.87                 | 2                     |
| Dunkerque         | 26 | 25                    | 104                   | 24.04                 | 2                     | 27                    | 125                   | 78.40                 | 3                     |
| Marseille         | 26 | 20                    | 122                   | 16.39                 | 2                     | 27                    | 125                   | 78.40                 | 3                     |
| Mont-Blanc        | 26 | 27                    | 124                   | 21.77                 | 2                     | 21                    | 106                   | 80.19                 | 6                     |
| Montpellier       | 26 | 23                    | 109                   | 21.10                 | 1                     | 35                    | 126                   | 72.22                 | 7                     |
| Nantes            | 26 | 27                    | 114                   | 23.68                 | 5                     | 20                    | 113                   | 82.30                 | 2                     |
| Neuilly-sur-Marne | 26 | 21                    | 108                   | 19.44                 | 5                     | 19                    | 112                   | 83.04                 | 4                     |
| Strasbourg        | 26 | 23                    | 118                   | 19.49                 | 5                     | 20                    | 103                   | 80.58                 | 1                     |
| Tours             | 26 | 26                    | 125                   | 20.80                 | 0                     | 24                    | 108                   | 77.78                 | 5                     |

## Statistiques

### Statistiques collectives
| Compétition      | Débute au tour | Termine             | Matches joués | Victoires | Victoires prl/tab | Défaites | Défaites prl/tab | Buts pour | Buts contre | Différence |
| ---------------- | -------------- | ------------------- | ------------- | --------- | ----------------- | -------- | ---------------- | --------- | ----------- | ---------- |
| Saison Régulière | -              | -                   | 26            | 11        | 2                 | 11       | 2                | 77        | 79          | -2         |
| Coupe de France  | Premier tour   | Seizièmes de finale | 2             | 1         | 0                 | 1        | 0                | 6         | 4           | +2         |
| Total            | -              | -                   | 28            | 12        | 2                 | 12       | 2                | 83        | 83          | 0          |

## Résumé de la saison
En début de saison, les Marseillais n'arrivent pas à enchaîner plus de deux victoires d'affilée. Malgré un match en retard, l'équipe pointe en 6e position à la trêve hivernale. Après un mois de janvier avec cinq défaites en six matchs, l'équipe se retrouve en position de relégable. Les Spartiates sortiront de la zone de relégation deux journées avant la fin du championnat. L'équipe finit en 9e position et la saison se termine fin février. En Coupe de France, les Marseillais tombent dès les seizièmes de finale contre Chambéry.

### Retransmissions télévisuelles
Les matchs sont diffusés sur Fanseat. Cette saison accueille une nouveauté, la chronique "L'Odyssée des Spartiates" produite par FBR Production. Cette chronique suit les Spartiates lors de tous leurs matchs à domicile comme à l'extérieur et permet de vivre l'intimité du vestiaire et la préparation des matchs.[réf. nécessaire]

## Bilan
Après une saison marquée par la montée en Division 1 du club, l'année est considérée comme un échec.[réf. nécessaire]